# Strada statale 85 Venafrana
La strada statale 85 Venafrana (SS 85) è una strada statale molisana e campana che prende il nome dalla valle che attraversa. Parte da Vairano Scalo (frazione di Vairano Patenora) e arriva a Isernia, attraversando il centro abitato di Venafro.

## Storia
La strada statale 85 venne istituita nel 1928 con il seguente percorso: "Innesto con la n. 6 presso la stazione di Caianello - Venafro - Innesto con la n. 17 presso Isernia."
Nel 1953 la strada venne prolungata verso nord fino a Carovilli; l'itinerario venne pertanto mutato nel modo seguente: "Dall'innesto con la S.S. n. 6 presso la stazione di Caianello, per Venafro, all'innesto con la SS n. 17 presso Isernia, e dalla SS n. 17 presso la stazione di Pesche, per Carpinone e Pescolanciano, all'innesto con la SS n. 86 presso Carovilli."

## Strada statale 85 var Variante di Venafro

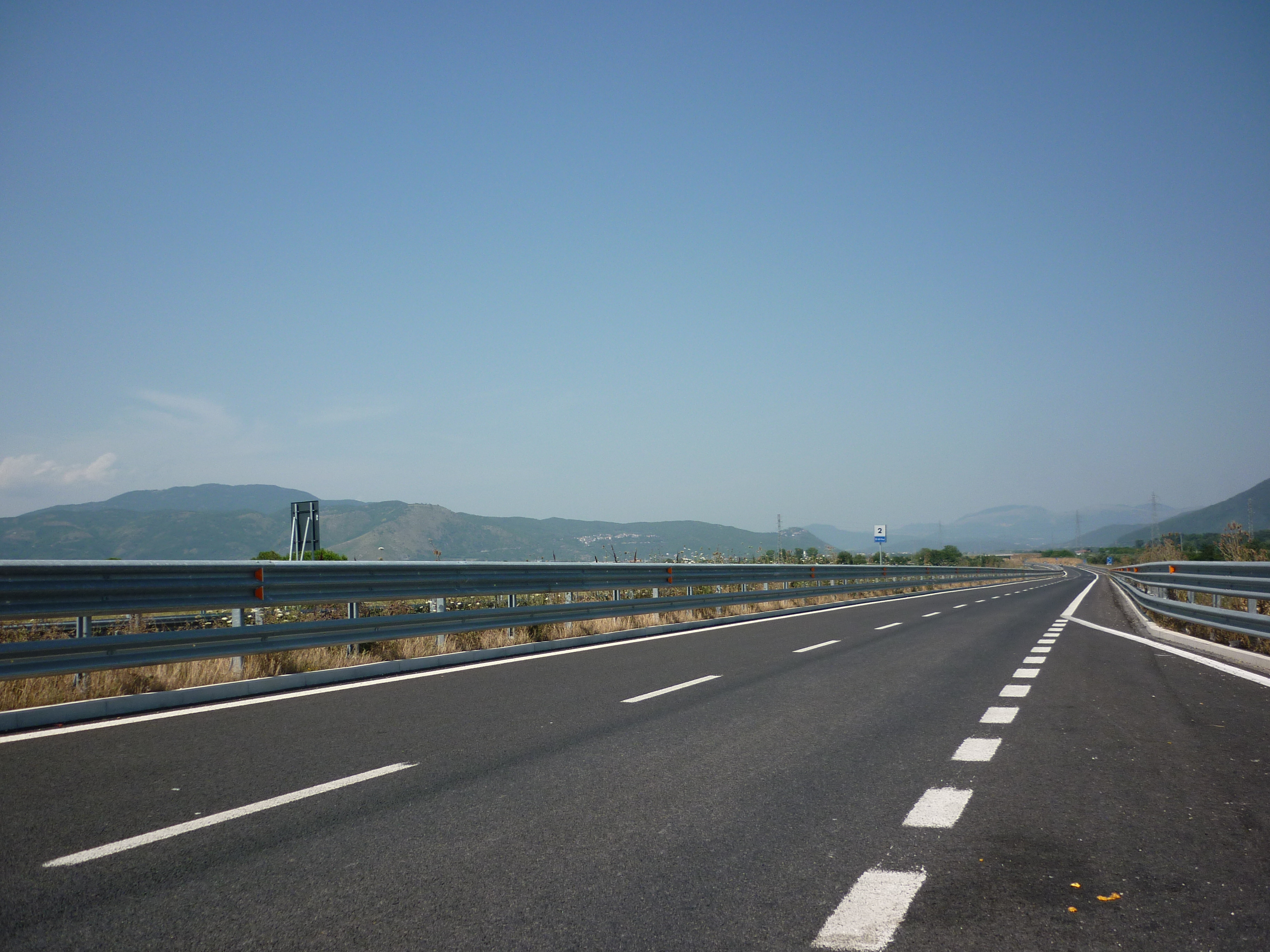
Un tratto della SS 85 var

La strada statale 85 var Variante di Venafro (SS 85 var) è una strada statale italiana lunga 8,695 km, classificata come superstrada (strada extraurbana principale). È stata costruita per evitare l'attraversamento del centro abitato di Venafro per i tragitti sud-est e viceversa al fine di diminuire in parte l'intenso traffico nel centro cittadino.
La SS 85 var ha inizio al km 16,050 e termina al km 27,500 della SS 85.
È stata inaugurata il 7 ottobre 2008.